# Między Bory

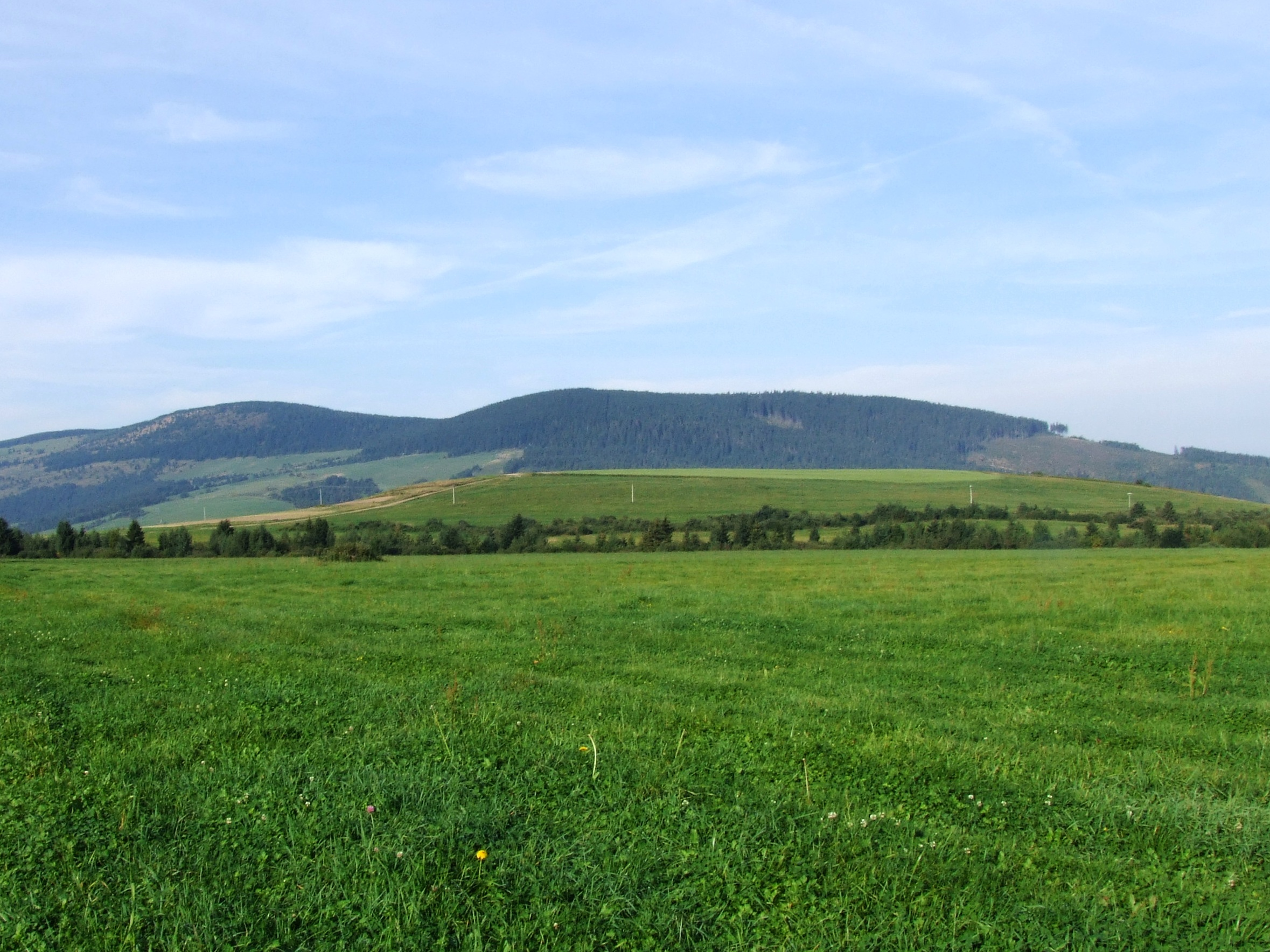
Zachodnia część wału Między Bory (wzgórze Hotar). Ponad nim Pogórze Orawskie

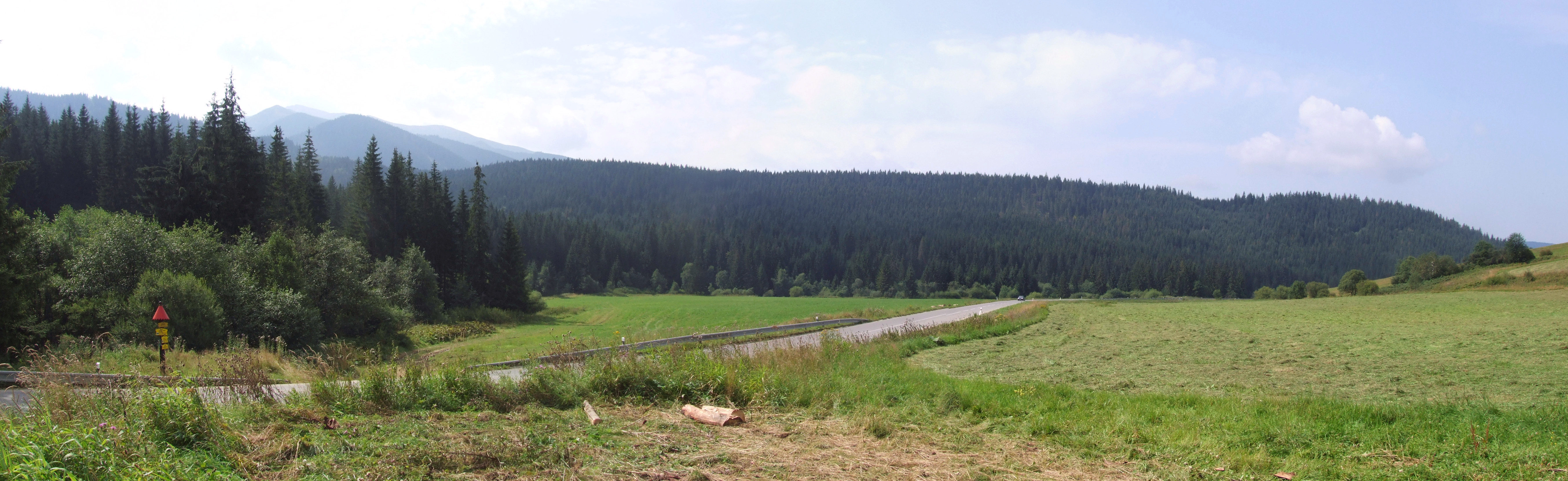
Wschodnia część wału Między Bory

Między Bory (słow. Medzi Bormi) – niski i płaski wał na Słowacji, ciągnący się od Maniowej Przehyby do wideł Zimnej Wody Orawskiej i Błotnego Potoku. Stanowi przedłużenie zachodniego grzbietu Osobitej w Tatrach Zachodnich. Grzbiet ten poprzez Okolik i Kocie Skały opada do Maniowej Przehyby, według Wielkiej encyklopedii tatrzańskiej uważanej za zachodnią granicę Tatr w tym miejscu. Wał Między Borami znajduje się już w Rowie Podtatrzańskim. Od wideł Zimnej Wody i Błotnego Potoku ciągnie się poprzez wzgórza Hotar (841 m) i Starý háj (914 m) w południowo-wschodnim kierunku po Maniową Przehybę. Względna jego wysokość nad dolinami Zimnej Wody i Błotnego Potoku nie przekracza 115 m. Jest w większości bezleśny. Zalesiona jest część wschodnia (od Maniowej Przehyby po Starý háj), natomiast część zachodnia z wzgórzem Hotar to pola uprawne spółdzielni rolniczej w Zubercu. Tę część przecina droga Zuberzec – Orawice – Witanowa. Przez cały wał Między Bory prowadzi też droga gruntowa dla maszyn rolniczych. Na bezleśnej części wału, wśród pól uprawnych, znajduje się niewielki lasek, na którym utworzono rezerwat przyrodniczy Rezervácia Medzi Bormi. 
Zalesioną częścią wału Między Bory oprowadzono szlak turystyczny.

## Szlaki turystyczne
żółty: Habówka – Dolina Błotna (rozdroże Pod lazmi) – Między Bory – Polana Brestowa. Czas przejścia: 2 h, ↓ 1.55 h